# Боровский, Тадеуш
Тадеуш Боро́вский (пол. Tadeusz Borowski, 12 ноября 1922, Житомир — 3 июля 1951, Варшава) — польский поэт и прозаик. Узник немецких концлагерей Освенцим и Дахау, оставивший о них большой пласт прозы.
Самыми значительными считаются два сборника его рассказов о жизни и быте узников лагерей смерти («У нас в Аушвице» и «Прощание с Марией»), в которых показана «трагедия превращения жертвы в соучастника преступлений».

## Биография
Родился и до 11 лет жил на советской Украине. В 1926 отец Боровского, бывший владелец национализированной книжной лавки, был отправлен в ГУЛАГ в Карелию, через год была арестована и отправлена в Сибирь его мать. В 1932 при помощи Красного Креста Тадеуш и его брат были репатриированы в Польшу, поселились в Варшаве. В 1932 вышел на свободу отец, в 1934 — мать.
В 1940 (во время оккупации) Тадеуш закончил подпольный лицей, начал заниматься в подпольном университете. Учился на факультете польской литературы Варшавского Университета, став одним из лучших студентов. Писал стихи, публиковался в журнале Дорога. В 1942 году опубликовал сборник стихов «Где-нибудь земля..» (Gdziekolwiek ziemia).
В 1943 арестован гитлеровцами, два месяца провёл в варшавской тюрьме Павяк, затем прошёл через лагеря Аушвиц и Дахау. После освобождения в мае 1945 был в лагере для перемещённых лиц под Мюнхеном, в марте 1946 вернулся в Польшу. В это же время узнал, что его невеста Мария Рундо, с которой он жил до лагеря и которая послужила прототипом героини повести «Прощание с Марией», также прошла через лагеря и осталась жива.
Активно включился в литературную жизнь, вступил в коммунистическую партию (ПОРП). В эти годы писал в основном прозу. В 1950 был награждён Государственной премией. Разочаровавшись в коммунистическом режиме после ареста друга, в 28 лет покончил с собой, отравившись угарным газом. Похоронен на варшавском кладбище Воинское Повонзки.

## Наследие и признание
Стихи и новеллистика Боровского вошли в классику польской литературы, переведены на многие языки мира. Его прозу высоко оценил в своей Нобелевской речи Имре Кертес. Многие литературоведы ставят прозу Боровского в один ряд с прозой Примо Леви и Варлама Шаламова. Под именем Бета он описан в книге Ч. Милоша «Порабощённый разум» (1953). По новеллам Боровского поставлен фильм А.Вайды Пейзаж после битвы (1970). О нём снят документальный фильм «Завещание» (1970). Мотивы биографии Боровского вошли в роман Бернхарда Шлинка «Чтец» (1995).
Стихотворения Боровского на русский язык переводили Наталья Горбаневская, Владимир Британишский, Анатолий Гелескул, Олег Хаславский. В современной России творчество Боровского пропагандирует Дмитрий Быков:

«Любой, кто читал книгу Тадеуша Боровского „У нас в Аушвице“, обожжён ею навеки, и сам Боровский не сумел жить с этой памятью — покончил с собой через шесть лет после освобождения в возрасте 28 лет. Ему всё казалось, что он, работавший в похоронной команде, выжил за чужой счёт…»